# Metanefridie

Schéma jednoho článku kroužkovců; patrná je (zeleně vyznačená) metanefridie

Metanefridie (metanephridium) je vylučovací orgán mnohých bezobratlých živočichů. Má zpravidla přibližně trubicovitý tvar a zatímco jednou stranou je metanefridie otevřena na povrch těla (otvorem zvaným nefroporus), vnitřní konec je obrvená nálevka (nefrostom) ústící do coelomové dutiny. Někdy je kanálek metanefridií poněkud stočený do kliček, čímž se zvětšuje povrch – to je případ těch metanefridií, které jsou schopné i zahušťovat vylučovanou tekutinu.
Mají je např. kroužkovci (Annelida), měkkýši (Mollusca), v určité podobě také někteří členovci (Arthropoda) a další skupiny bezobratlých živočichů. U měkkýšů mají metanefridie značné rozměry a z toho důvodu se označují někdy jako „ledviny“.